# Rheinmetall Automotive
La Rheinmetall Automotive (già KSPG AG e Kolbenschmidt Pierburg) è la divisione automotive della società madre Rheinmetall. La società è stata fondata nel 1997 dalla fusione della KS Kolbenschmidt GmbH di Neckarsulm con la Pierburg GmbH di Neuss, la società ha diverse sedi in Germania ed è nota sia come Kolbenschmidt sia come Pierburg. Con circa 40 sedi in Europa, Nordamerica e Sudamerica così come in Giappone, India e Cina la società ha più di 12.000 collaboratori. Lo sviluppo prodotto è on co-design con i maggiori costruttori automobilistici del mondo. KSPG è una delle 100 più grosse società di forniture automotive del mondo in particolare nel settore del ricircolo dei gas, iniezione secondaria dell'aria, pompe di circolo acqua di raffreddamento e pistoni per motori a ciclo Otto che Diesel sia in ambito automobilistico sia di veicoli commerciali.

## Divisioni
La società è divisa in tre divisioni:
- „Hardparts“ produce pistoni e cilindri per automobili e autocarri e pezzi da fusione.
- „Mechatronics“ produce sistemi per la riduzione dei gas di scarico, elettrovalvole e attuatori vari per il settore auto e veicoli commerciali.
- „Aftermarket“ produce parti di ricambio per vari costruttori e li distribuisce in 130 nazioni.

## Storia

### Kolbenschmidt

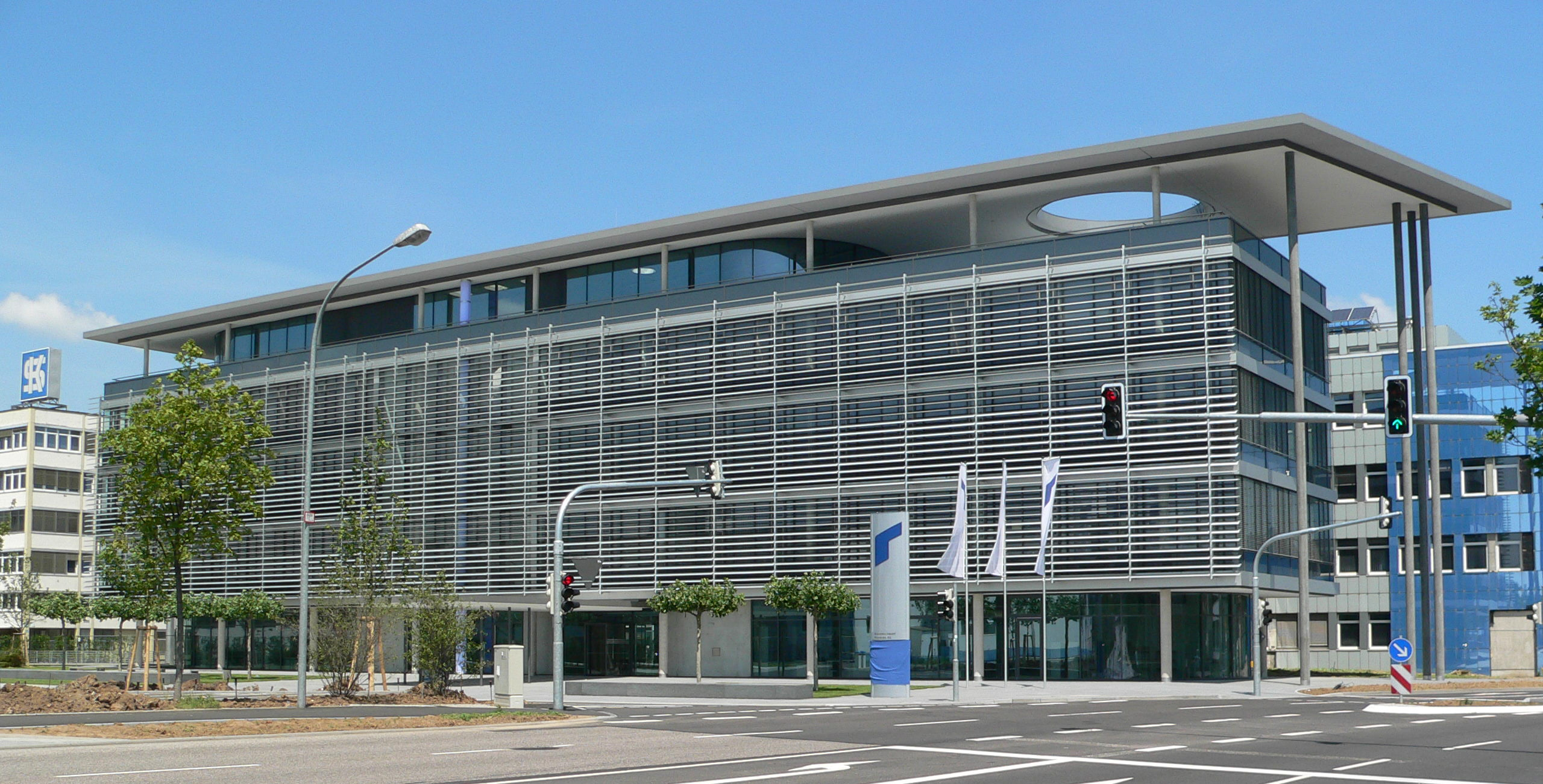
Sede KSPG a Neckarsulm

Karl Schmidt (1876–1954), figlio del fondatore della NSU Motorenwerke, Christian Schmidt, fondò il 1º aprile 1910 a Heilbronn la Deutschen Ölfeuerungswerke. Schmidt ebbe un'istruzione professionale alla NSU di Neckarsulm e alla Austin di Birmingham e divenne ingegnere capo alla NSU. Brevettò un sistema di indurimento del metallo con raffreddamento in olio, producendo acciaio dalla fusione di rottami. Nel 1917 l'espansione dell'azienda portò alla produzione di pistoni a Neckarsulm per l'industria automobilistica. Nel 1924 l'espansione porta alla uscita dalla società di Francoforte Metallgesellschaft da parte del fondatore Schmidt nel 1927. Nel 1934 vengono prodotti i primi pistoni, nel 1937 venduta la divisione costruzione forni. La fabbrica di Neckarsulm viene bombardata nel marzo 1945, e ricostruita nel dopoguerra. Fino al febbraio 1948 la fabbrica fece riparazioni, fino all'aprile 1949 permase il blocco delle attività. Nel 1951 vennero assunti circa 1.100 dipendenti presso la Kolbenschmidt, ad Amburgo furono 500. La società continuò la produzione negli anni '50 e '60 e la stagnazione degli anni 1966/67 non impedì alla società di essere il numero uno in Europa nel 1969 con cinque fabbriche e 5.400 dipendenti nella produzione di fusioni di lega leggera come i pistoni. Nel 1972 entrano in azienda le prime macchine a controllo numerico, e nel 1976 i primi sistemi CAD. Nel 1978 il fatturato raggiunge i 500 mln di DM. Negli anni '80 avviene l'espansione all'estero con aumento sempre del fatturato. Alla fine degli anni '80 il fatturato raggiunge 1 mld di DM, in particolare nell'anno fiscale 1988/89 di 1,288 mld di DM con il 42,1% di export. Nel 1989 la Kolbenschmidt AG ebbe 6.389 dipendenti, dei quali 3.412 a Neckarsulm. La Rheinmetall Automotive la si trova vicina alla Audi AG. Assieme danno 30.000 posti di lavoro a Neckarsulm.
La Rheinmetall Automotive-Gruppe controlla la KS HUAYU AluTech GmbH (prima Aluminium-Technologie), sempre a Neckarsulm, che nel 2014 è stata creata come joint-venture con la HUAYU Automotive Systems Co., Ltd. (HASCO). HASCO controlla la maggioranza della cinese SAIC. La partecipazione paritetica al 50% con sede a Neckarsulm.

### Pierburg
Bernhard Pierburg (1869–1942) fondò il 25 marzo 1909 assieme ai fratelli Heinrich-Hermann e Wilhelm a Wilmersdorf di Berlin l'acciaieria Gebr. Pierburg oHG, che nel 1923 divenne una società per azioni. Nel 1926 acquisì la fallita Arthur Haendler & Cie., che produceva su licenza della francese Solex. Nel 1928 viene sviluppato da Alfred Pierburg (1903–1975) un carburatore, che venne impiegato sui veicoli della Hanomag. Nel 1935 avviene la fondazione della Deutschen Vergaser-Gesellschaft (DVG). La Pierburg AG viene liquidata nel 1938.
Nel 1937 i quattro figli, tra i quali Alfred e Walter con il padre Bernhard fondano la holding di famiglia Gebr. Pierburg KG, mettendo sotto lo stesso tetto la Deutsche Vergaser-Gesellschaft mbH e la Autotechnik Beteiligungs- und Verwertungs GmbH.
Durante la richiesta di armamenti la DVG con a capo Alfred Pierburg diventa Wehrwirtschaftsführer West e a capo del coordinamento sul territorio francese. L'impianto produttivo DVG nel 1945 venne spostato da Berlino in Lusazia, e nel dopoguerra smantellato. Nel secondo dopoguerra Pierburg fonda l'azienda su due sedi, a Neuss e a Berlino Ovest, con la produzione di carburatori. Nel 1986 la Pierburg viene acquisita dalla Rheinmetall AG. Un'ulteriore sede produttiva viene creta a Nettetal: originariamente fu al Fa. Rokal, acquisita nel 1978 da Pierburg, chiusa nella metà del 2015 così come a Hartha, dal 1992 acquisita dalla Treuhand.
Negli anni '70 avvennero degli scioperi molto duri a Neuss, tra i primi in Germania. La Kölnische Kunstverein nell'anno 2005 pubblica un documento sugli scioperi del 1974, intitolato Ihr Kampf ist unser Kampf e specificando uno sciopero proprio alla Pierburg di Neuss nel 1973. Lo sciopero in questione con centinaia di partecipanti fu di esempio per tanti lavoratori migranti in lotta nel 1973.
Nel 2014  viene avviata la fabbrica Niederrhein sul molo nella città di Neusser City. Nel sito produttivo lavorano 700 persone con un investimento di 50 mln di euro. Vengono prodotti sistemi per il trattamento dei gas di scarico e elettrovalvole.

### Aftermarket
La divisione „Aftermarket“ sotto il marchio Motorservice fornisce parti di ricambio in tutto il mondo. Il Motorservice Gruppe fornisce a livello mondiali parti di ricambio con le marche premium Kolbenschmidt, Pierburg e TRW Engine Components. Il Motorservice Gruppe conta circa 660 dipendenti. La sede è nella città del Baden-Württemberg Neuenstadt am Kocher e con otto sedi nazionali e internazionali in Francia, Spagna, Brasile, Cina e Turchia.